# Kostel Nejsvětější Trojice (Velenice)
Kostel Nejsvětější Trojice ve Velenicích je římskokatolický farní kostel postavený v barokním slohu v roce 1735. Nachází se uprostřed obce Velenice na Českolipsku a spadá pod místní farnost. Objekt je od 3. 5. 1958 zapsán na seznamu kulturních památek, je však ve špatném stavu a nepřístupný.

## Historie

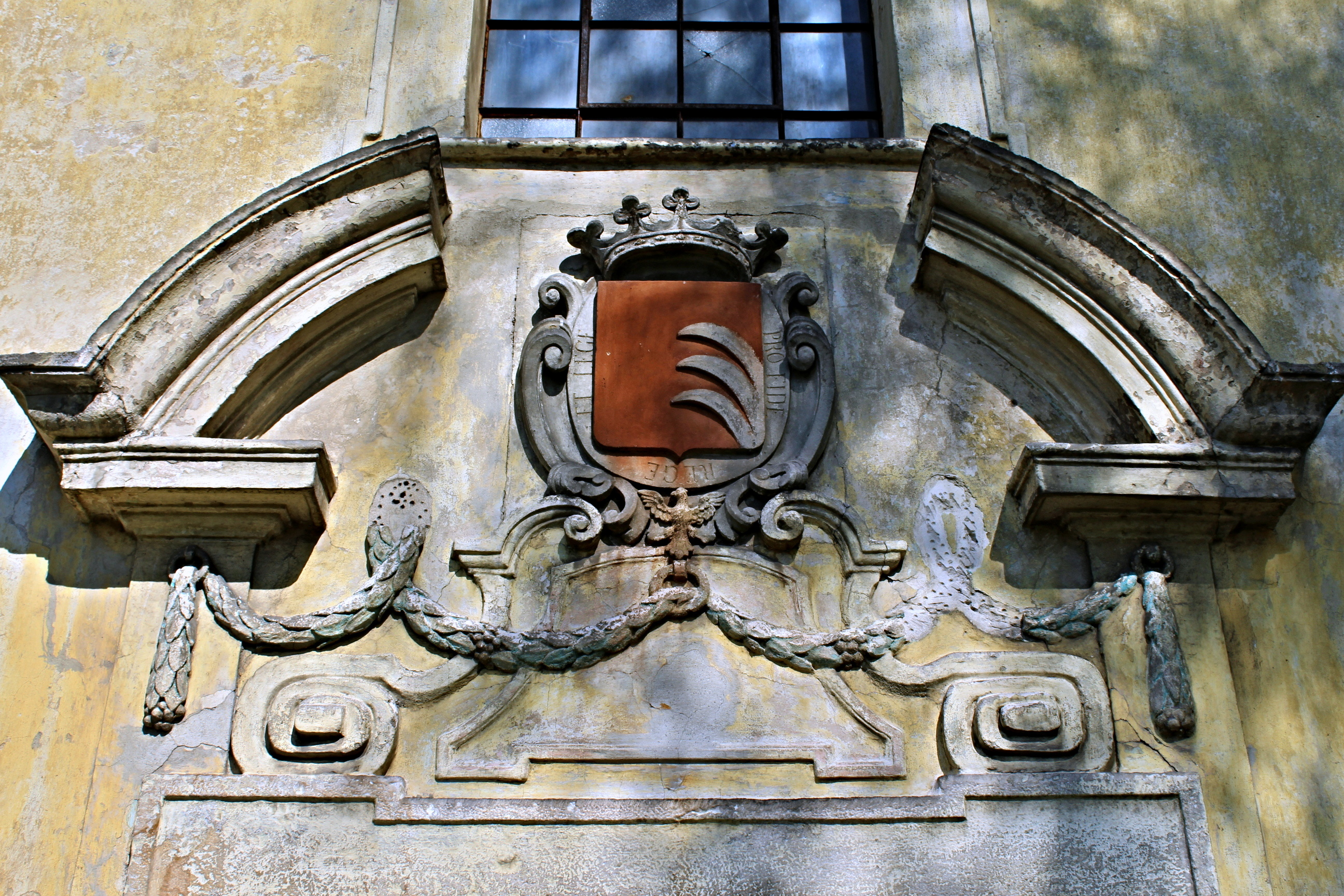
Reliéf erbu Kinských nad vstupem do kostela

Kostel ve Velenicích byl vybudován především z darů a prostředků místních obyvatel za patronace majitele tehdejšího sloupského panství, kam Velenice patřily, hraběte Josefa Maxmiliána Kinského, prostředky věnovala samotná obec a její obyvatelé.
Na prostorném kůru v předsíni byly instalovány varhany od firmy Schifner z České Lípy, v roce 1935 bylo pořízeno nové harmonium.
Dne 23. března 1988 byl kostel zapsán do celostátního seznamu kulturních památek (položka 26143/5-3355).

## Popis

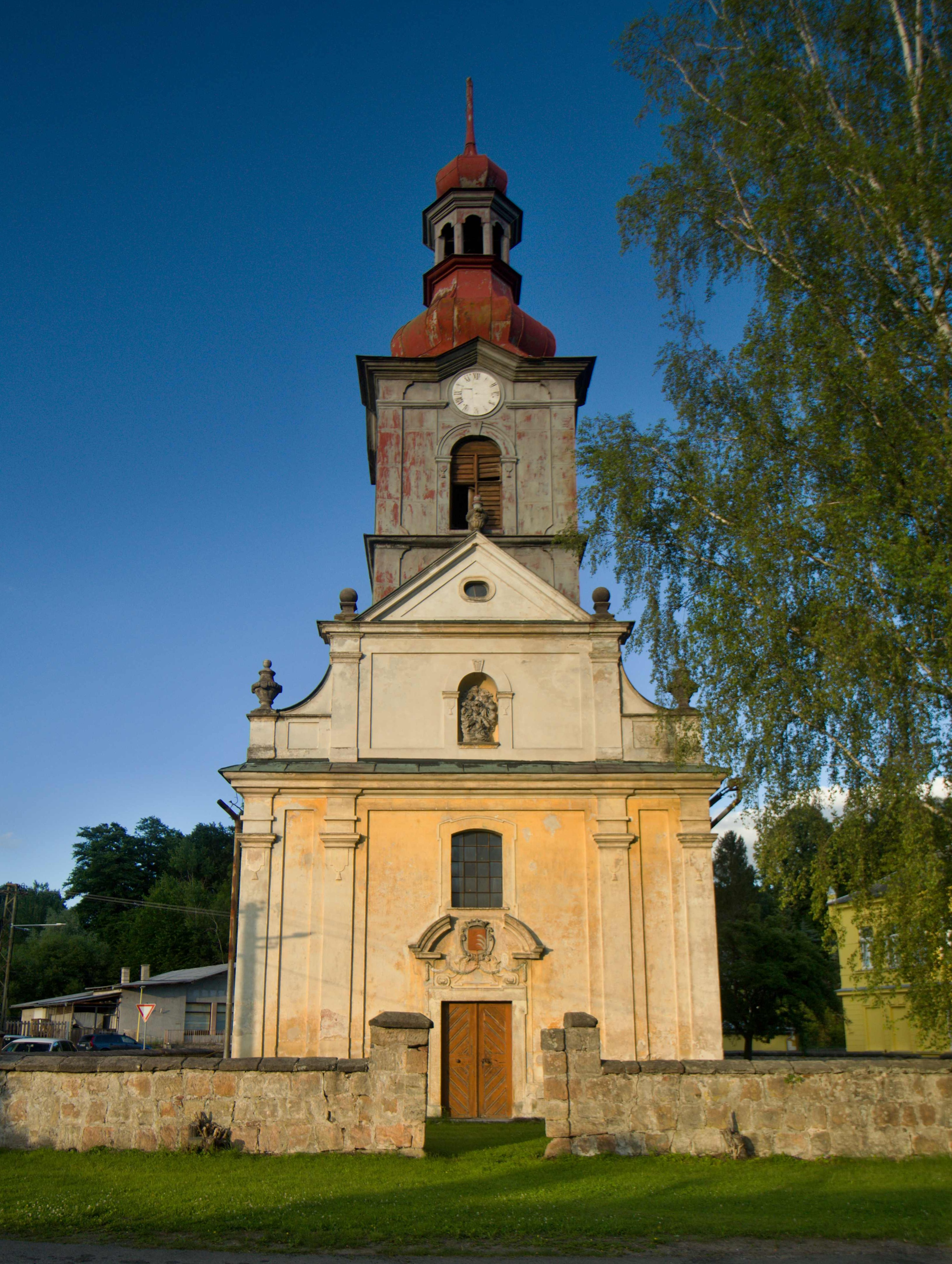
Vstupní portál kostela a věž

Kostel je jednolodní stavba barokního slohu s 25 metrů vysokou věží v západním průčelí, postavená uprostřed obce. Zajímavý a cenný je, či spíše byl rokokový a klasicistní interiér (je zčásti vykradený), byly zde postaveny tři oltáře, prostřední hlavní s otáčecím svatostánkem. Křtitelnice je z 18. století.
Zajímavé je průčelí kostela s portálem, kde je umístěn rodový erb Kinských a figurální výjev Nejsvětější Trojice. Stavba je dlouhá 30 metrů, na rozích členěná pilastry.
Nyní je kostel uzavřen, část stropu je propadlá a stavba viditelně chátrá.

## Hřbitov a fara
Farní budova z roku 1767 stojí 200 metrů od kostela a je rovněž zapsaná mezi kulturní památky (viz položka 44041/5-5348). U kostela byl kdysi hřbitov, od roku 1894 mají Velenice nový u lesa nad vsí.